# Baccano!
Baccano! (バッカーノ！, Bakkāno!) és una novel·la lleugera de Ryohgo Narita amb il·lustracions de Katsumi Enami de la qual s'adaptà un manga, una sèrie d'anime i 3 OVAs.

## Argument
La història de Baccano! transcorre en diverses dates i llocs, però només hi ha una història a pesar dels molts punts de vista. Un argument molt desordenat i tediós, però bé filat, un elixir de la immortalitat i molta sang, tot açò ho trobem en l'emocionant món de Baccano!, a més d'una dotzena de personatges molt carismàtics entre els quals trobarem: Alquimistes, mafiosos, psicòpates, lladres, rics i molts més.